# Pirro II
Pirro II (in greco antico: Πύρρος?, Pýrros; Epiro, ... – 237 a.C.) fu re dell'Epiro, figlio del re Alessandro II e della regina Olimpiade II.

## Biografia
Quando nel 242 a.C. circa, il re Alessandro II, figlio del famoso sovrano e condottiero Pirro, morì, sua moglie,nonché sorellastra, la regina Olimpiade II, assunse la reggenza in nome dei due figli minorenni, Pirro II e Tolomeo.

Regno D'Epiro

Nel 237 a.C. circa Olimpiade abdicò in favore del primogenito Pirro, ma questi poco tempo dopo morì, lasciando il trono al fratello Tolomeo.
Nonostante la prematura scomparsa, ebbe due figlie, da una moglie di cui è ignoto il nome: Deidamia II, che fu l'ultima regina dell'Epiro, e Nereide, la futura moglie del tiranno di Siracusa e Re di Sicilia (Βασιλεύς τῆς Σικελίας) Gelone II.